# NGC 7097
NGC 7097 is een elliptisch sterrenstelsel in het sterrenbeeld Kraanvogel. Het hemelobject werd op 5 september 1834 ontdekt door de Britse astronoom John Herschel.

## Synoniemen
- ESO 287-48
- MCG -7-44-29
- AM 2137-424
- PGC 67146